# Ferdinando Signorelli (politico)
Ferdinando Signorelli (Roma, 11 ottobre 1928 – Viterbo, 14 maggio 2022) è stato un politico e medico italiano.

## Biografia
Medico chirurgo, dal 1965 al 1990 consigliere comunale di Viterbo e segretario provinciale del Movimento Sociale Italiano.
Primo dei non eletti al Senato nel Lazio alle elezioni politiche del 1983, subentrò nel settembre 1984 a Pino Romualdi eletto al Parlamento europeo. Rieletto al Senato nel 1987 e ancora nel 1992 sempre per il MSI-DN, fu vice presidente del gruppo.
Rieletto al Senato anche nel 1994 nel collegio di Viterbo, aderì ad Alleanza Nazionale. Nel 1996 non fu rieletto per soli 200 voti. È stato segretario nazionale dell'"UGL Medici". Nel 2001 si dimise da AN e nel 2010 aderì a La Destra di Storace.
Fu docente a contratto della facoltà di medicina dell'Università Cattolica del Sacro Cuore di Roma.
Morì all'età di 93 anni, nel maggio 2022.
Suo fratello minore, Paolo Signorelli, morto nel 2010, fu un esponente della destra radicale.